# 趙戴文
趙 戴文（ちょう たいぶん、1867年11月28日 - 1943年12月17日）は、清末民初の政治家。民国期に山西省を統治した閻錫山の腹心である。字は次隴。

## 事跡

### 閻錫山の腹心へ
貧しい家庭に生まれたが、学問において次第に名を成し、1893年（光緒19年）には科試（郷試の予備試験）で列一等第一を得た。その後、山西大学堂などで教鞭をとる。
1905年（光緒31年）冬、日本へ留学し、弘文学院に入学した。この時に、孫文（孫中山）の三民主義思想に傾倒し、趙戴文も中国同盟会に加入している。また、この時に閻錫山と知り合い、閻錫山の一時帰郷に同行して帰国した。その後、閻錫山が革命派による蜂起を企図すると、趙はこれに参画している。
1912年（民国元年）3月、閻錫山が袁世凱から山西都督に任命されると、趙戴文は山西都督府秘書長に任命された。趙戴文は、閻錫山による山西統治に内政面で貢献した。特に地方組織や教育に取組み、閻錫山の新政推進を支えた。1926年（民国15年）、閻錫山の指示を受けて趙戴文は江西省に向かい、蔣介石との交渉役を務めている。1928年（民国17年）2月、閻錫山が国民革命軍第3集団軍総司令に就任すると、趙戴文は同軍の総参議兼政治訓練部主任に就任した。同年6月、閻錫山の軍が北京・天津方面へ進軍すると、趙戴文は察哈爾都統に任命されている。

### 国民政府時代の活躍

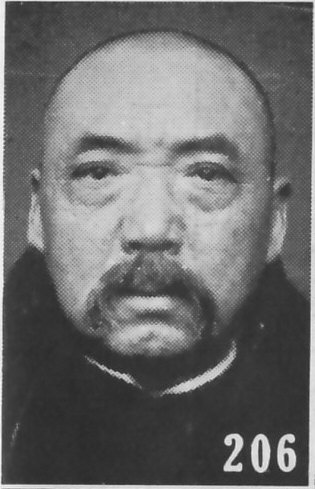
趙戴文別影（『最新支那要人伝』1941年）

その後、趙戴文は閻錫山の推薦により南京へ派遣された。国民政府中央で蒙蔵委員会副委員長、内政部次長（部長代理）、監察院長を歴任している。蔣介石と閻錫山が対立した際には、趙戴文がその調停役を務め、衝突を回避しようと図った。しかし、最終的に1930年（民国19年）の中原大戦に至り、閻錫山は敗北した。
閻錫山が1932年（民国21年）2月に太原綏靖公署主任として復帰すると、趙戴文も山西に戻り、公署総参議に任命された。そして、閻錫山のために山西省政10年計画を立案し、地方建設を推進している。1935年（民国24年）に閻錫山が反共組織である「主張公道団」を結成し、その総団長となると、趙戴文が副総団長をつとめた。1936年（民国25年）5月、趙戴文は山西省政府主席に任命されている（ただし、省政の事実上のトップは依然として閻錫山であった）。さらに閻錫山が組織した「山西自強救国同志会」で副会長をつとめた。
1937年（民国26年）、日中戦争が勃発し、閻錫山が第2戦区司令長官に任命されると、趙戴文は第2戦区長官部政治部主任となり、抗戦意識の昂揚につとめた。1939年（民国28年）には、中国国民党山西省党部主任委員となる。しかし、この頃にはすでに高齢と病のため、趙戴文は政務・党務を他の者に委ねている。
1943年（民国32年）12月17日、趙戴文は、山西省吉県で病没した。享年77（満76歳）。